# Poeciloxestia ochrotaenia
Poeciloxestia ochrotaenia là một loài bọ cánh cứng trong họ Cerambycidae.